# Jan Myrdal
Jan Myrdal, född 19 juli 1927 i Bromma, död 30 oktober 2020 i Varberg, var en svensk författare, skribent och debattör.
Jan Myrdal var son till Alva och Gunnar Myrdal och i många år gift med konstnären och fotografen Gun Kessle, med vilken han delade en stor del av sitt författarskap.

## Biografi

### Uppväxt och ungdomsår
Barndomen tillbringade Myrdal med farföräldrarna i Toresund (fram till 1934, då farfadern dog), och sedan hos föräldrarna i Genève, New York och Stockholm. I New York gick han i junior high school 1938–1940. Långa tider i Sverige var han placerad hos släktingar runt om i landet för att gå i skola. I Sverige fick han inget godkänt skolbetyg efter fjärde klass i folkskola 1938 på grund av dyslexi och uppstudsighet gentemot lärare.
Myrdal lämnade Bromma läroverk våren 1944 efter en rad kvarsittningar för att skriva på heltid. Enligt egen utsago levde han på gröt och blodpudding, läste flera volymer om dagen och blev Sveriges mest refuserade skribent även om en hel del noveller och texter togs in av bland andra Clarté, All världens berättare, Folket i Bild, Stormklockan och Arbetet alltmedan de stora morgontidningarna höll honom på avstånd (i flera fall skall det varit av hänsyn till hans fars position).
År 1944 anställdes Myrdal som journalist på Värmlands Folkblad. Myrdal kom i kontakt med kretsen kring Clarté (då Kulturfront) 1942 och gick med i Sveriges Kommunistiska Ungdomsförbund (SKU) våren 1943. På SKU:s kongress midsommaren 1944 när han skulle fylla sjutton rapporterade han om arbetet bland skolungdom. Politiskt verkade han senare i SKU och Demokratisk ungdom och arbetade internationellt för Världsungdomsfestivalerna i Budapest 1949, Östberlin 1951, Bukarest 1953 och Moskva 1957. Han var placerad i DUV:s sekretariat i Budapest 1953. Från femtiotalet var han partilös. De fem åren (1958–1963) i Väst-, Central-, Syd- och Östasien skärpte hans hållning och hans kritik mot den västliga och officiella kommunismen blev vad som med en dåtida fransk term kallades tiermondistisk. (Se bland annat Kulturers korsväg/Resa i Afghanistan, 1960.)
Myrdal gav ut sin debutbok Folkets hus på eget förlag. Den ”riktiga” debuten, romanen Hemkomst, gavs ut 1954 av Tidens förlag och var ”ett försök till en realistisk ungdomsskildring (om generationen efter min)”. 1955 kom den humoristiska romanen Jubelvår, även den på Tidens förlag.

### 1968 till 2020

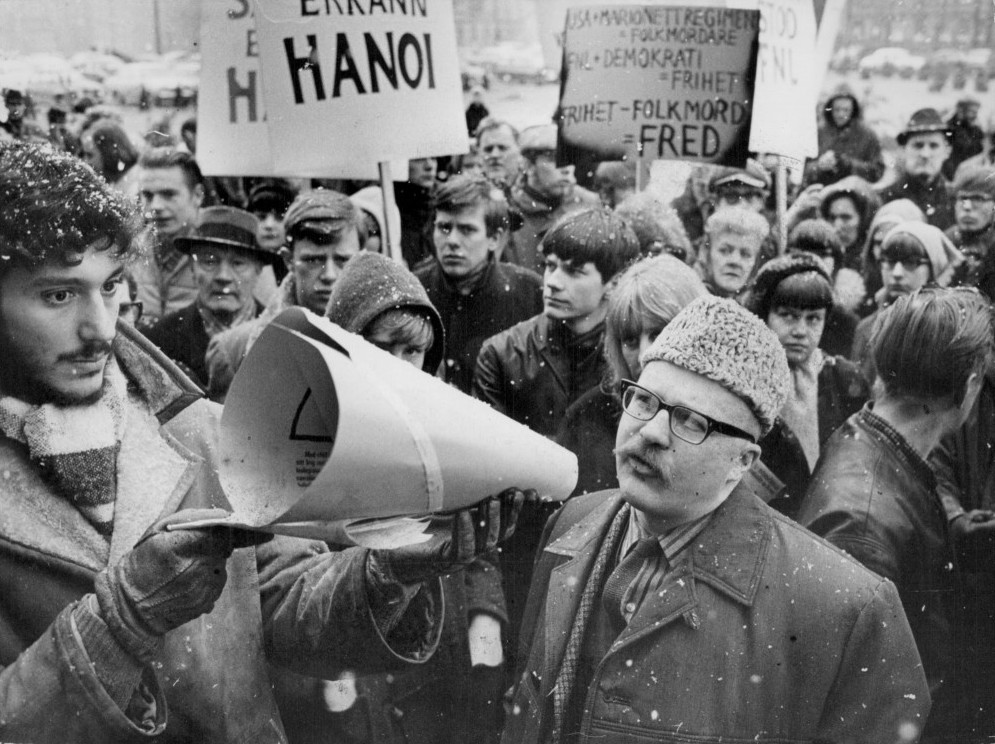
Jan Myrdal under en Vietnamdemonstration på Medborgarplatsen i Stockholm 1966.

I slutet av 1960-talet och början av 1970-talet gjorde sig Myrdal känd som en central gestalt för den radikala vänstern i Sverige. Han framstod som en slags informell ledare för landets intellektuella maoistiskt inspirerade vänster, och kom att fungera som inspiratör för maoistiska SKP (tidigare KFML), dock utan att själv spela någon formell roll inom partiet. Varje söndag publicerades hans skriftställningar i Aftonbladet. År 1968 utkom hans även internationellt uppmärksammade bok Confessions of a Disloyal European (En illojal europés bekännelser, 1983).
År 1971 var Myrdal med och grundade tidskriften Folket i Bild/Kulturfront i vilken han intill strax före sin död var återkommande krönikör. Han var dess ansvarige utgivare 1971–1972 och 1987–1989 och har även periodvis suttit med andra uppdrag i tidskriftens styrelse. På 2008 års FiB-stämma blev han enhälligt utsedd till hedersordförande.
Från och med 1980-talet marginaliserades Myrdal tillsammans med den vänster han tillhörde i den svenska politiska debatten. En av orsakerna var Myrdals förnekande av de folkmord och brott mot mänskligheten som kommunistiska diktatorer gjort sig skyldiga till. Myrdal ändrade emellertid inte, till skillnad från många inom den sextiotalets vänsterrörelse han ledde, ståndpunkt i något väsentligt. Framförallt från 1990-talet kritiserades han i upprepade ”Myrdaldebatter” för sin vägran att ta avstånd från auktoritära regimer som Stalins Sovjetunionen, Pol Pots Kampuchea eller Maos Kina, vilka anklagas för omfattande brott mot de mänskliga rättigheterna.
Jan Myrdal fortsatte emellertid att betraktas som en viktig författare och skriftställare, och hans litterära produktion fortsatte utan uppehåll. Han deltog ännu i 90-årsåldern flitigt i samhällsdebatten.
Under 1980-talet gavs den första delen i Myrdals skönlitterära Barndom-svit ut på Norstedts. Böckerna var skrivna i den japanska jagromanens form och var en uppgörelse med den falska vuxenvärlden sedd med barnet Jan Myrdals ögon. Böckerna har hyllats av recensenterna.
Bland hans föreningsmedlemskap märks Publicistklubben, Svenska PEN-klubben (som han lämnade i protest; se nedan) och Authors Guild i New York. Myrdal var hedersordförande i Svensk-kinesiska vänskapsföreningen, numera omdöpt till Fokus Kina. Myrdal var en av ledamöterna i den officiella kommittén för franska revolutionens 200-års jubileum.
Myrdal utsågs även till hedersmedlem i svenska Citroënklubben, som en följd av de resor han och Gun Kessle företog i Asien på 1950-talet i sin "lillcittra", en Citroën 2CV om vilken Myrdal har skrivit mycket kärleksfullt i flera böcker. Jan Myrdal-sällskapets tioårsdag 2018 firades bland annat med att Myrdal färdades i Citroënkortege genom Varberg.

Jan Myrdal och Gun Kessle framför sin Citroën 2CV i Afghanistan år 1958, med packningen utlagd framför bilen.

### Familj
Myrdal var son till Alva och Gunnar Myrdal samt bror till Sissela Bok och Kaj Fölster. 
Jan Myrdal var gift 1948–1952 med arkitekten Nadja Wiking, med vilken han fick sonen Janken Myrdal. Familjen bodde då i Göteborg, på Albogatan 5 i Annedal, efter att först ha bott på Omvägen i Kallebäck. Andra äktenskapet varade 1952–1956 med socionom Maj Lidberg, med vilken han fick dottern Eva Myrdal. Tredje äktenskapet ingicks 1963 med konstnären och fotografen Gun Kessle och varade till hennes bortgång 2007. 2008 gifte han sig med fackarbetaren och översättaren Andrea Gaytán Vega, som även förekommer som en av romanfigurerna i Myrdals bok Gubbsjuka. De skilde sig 2018.

## Författarskap
Jan Myrdal skrev själv, att han redan 1993 utkommit med ett tjugofemtal titlar till något mer än tjugo språk. Rapport från en kinesisk by, En illojal europés bekännelser och alla böcker i Bardomstrilogin har samtliga kommit ut på de större språken. Från 1959 till några år in på 1970-talet kom hans inkomster huvudsakligen från arbeten på engelska språket, vilket han fann inte fann svårare att skriva på än svenska. Boken En illojal europés bekännelser utgör en omarbetad version av Rescontra och Samtida bekännelser av en europeisk intellektuell skriven på engelska. Den hamnade på New York Times lista över årets tio bästa böcker 1968.   
Han förnyade den politiskt kulturella reseskildringen genom sina böcker om Kina, Indien, Afghanistan, Albanien, Turkmenistan och Mexiko. Myrdal var även en av de första som skapade och vitaliserade den moderna autofiktionen  genom sina böcker i Barndomstrilogin, ”Samtida bekännelser”, ”Inför nedräkningen”.  
Myrdal har skrivit i tidningar, tidskrifter och samlingsverk om litteratur, konst, politik, historia och resor. Han har redigerat, kommenterat och gett ut verk av bla Balzac, Sartre, Dickens, Strindberg, Jules Verne och Per Meurling. 
Boken Rapport från kinesisk by från 1963 innebar genombrottet för Myrdal; boken finns översatt till ett flertal språk och diskuterades över hela världen när den kom. Det är en dokumentär reportagebok från den lilla byn Liu Lin i Shaanxi-provinsen i Kina. På den tiden välkända journalister och Kina-experter som Edgar Snow och Harrison Salisbury hyllade den; i den franska upplagan skrev historikern Jacques Gernet: ”Det här är den bästa bok jag läst om det kommunistiska Kina” medan Claude Levi-Strauss menade att boken var det första antropologiska verk att förklara den moderna historien. Till denna by har han sedan återvänt flera gånger för att beskriva byn utifrån förändringar i det kinesiska samhället.
Tillsammans med Gun Kessle gjorde Myrdal otaliga resor till länder i tredje världen som  Afghanistan, Indien, Kambodja, Mexiko. Resorna resulterade i rese- och kulturskildringar som Kulturers korsväg (1960) senare återutgiven som Resa i Afghanistan (1966 resp. 1971), Indien väntar (1980) och México (1995). 
År 1982 utkom boken Barndom, i vilken Myrdal öppenhjärtigt beskriver konflikter med sina föräldrar och kritiserar deras uppfostringsmetoder. Eftersom Alva och Gunnar Myrdal var allmänt hyllade i Sverige orsakade sonens kritik stor uppståndelse. I Barndoms-trilogin ingår böckerna: Barndom (1982), Tolv på det trettonde (1989) och En annan värld (1984). Egentligen borde även boken Inför nedräkningen (1993) räknas in som en del av sviten då den utförligt och i stora delar utgör en kommenterande och analyserande kommentar till händelserna i Barndoms-trilogin - som därigenom egentligen utgör en tetralogi. 
Tidigare hade han prövat autofiktionen genom jagromanen: Confessions (1968) vilket var den första, vilken följdes av den tidigt skrivna Pubertet (1988), När morgondagarna sjöng (1994), Maj. En kärlek (1998) och Gubbsjuka (2002) och avslutades med Ett andra anstånd (2019). 
Myrdals Skriftställningar började utges 1968 där hans dagliga skrivande i form av inlägg, artiklar, anteckningar publicerats mer eller mindre löpande, som en enmanstidskrift. Den sista utgörs av Skriftställning 21 - På tvärs, vilken publicerades 2013.
Han var litterär hedersdoktor vid Upsala College i New Jersey och filosofie hedersdoktor vid Nankai-universitetet i Tianjin i Kina.
Myrdal hade omfattande litterära intressen vilket inte minst hans omfattande bibliotek vittnar om. ”… inte en dag utan en volym. Till och med i öknarna har jag haft resebibliotek och försökt hinna läsa åtminstone några hundra sidor på kvällen”.  Han var bland annat mycket intresserad av August Strindberg och Honoré de Balzac, om vilka han skrev åtskilliga artiklar och böcker.

### Jag-romanerna
Myrdals självbiografiska verk har inte utgivits kronologiskt. Nedanstående indelning efter Anton Honkonen.

#### Bekännelsesviten
- Rescontra : utdrag ur avräkningsbok för personliga conti. Stockholm: Norstedt. 1962. Libris 1716147
- Samtida bekännelser av en europeisk intellektuell. Stockholm: Norstedt. 1964. Libris 562042
- (på engelska) Confessions of a disloyal European. New York: Pantheon Books. 1968. Libris 684193
  -  En illojal europés bekännelser : roman / översättning från engelska av Jan Stolpe. Stockholm: Norstedt. 1983. Libris 7153816. ISBN 9118331920
- ”Att döda”. Samtida. En PAN-bok, 99-0104304-2. Stockholm: PAN/Norstedt. 1967. Libris 548776

#### Barndomstrilogin
- Barndom. Stockholm: Norstedt. 1982. Libris 7153583. ISBN 9118232329
- En annan värld. Stockholm: Norstedt. 1984. Libris 8345643. ISBN 9118431828
- Tolv på det trettonde : en berättelse. Stockholm: Norstedt. 1989. Libris 8345680. ISBN 9118632521
  -  En barndom i tre avsnitt. Stockholm: Norstedt. 1992. Libris 22548799. https://runeberg.org/barndom/ - Samlingsvolym med nyskrivet efterord.

#### Ungdomssviten
- Pubertet : en samling utskriven hösten 1946 : refuserad i februari 1947 : nu publicerad med en kommenterande inledning fyrtiotvå år senare /  illustrationer till texten av Svenolov Ehrén. Stockholm: Norstedt. 1988. Libris 7155001. ISBN 9118835627
- Maj : en kärlek. Stockholm: Norstedt. 1998. Libris 7151040. ISBN 9113005170. https://runeberg.org/maj/
- En kärlek : återgranskning 1. Veckans bok, 99-2660227-4 ; 98:1. Sollentuna: Högman. 1998. Libris 7778707. ISBN 9189222016
- När morgondagarna sjöng : från glömda år  : en berättelse. Stockholm: Norstedt. 1994. Libris 7156741. ISBN 9119491425

#### Ålderstrilogin
- Inför nedräkningen : inlagt i privata registret sommaren 1992. Stockholm: Norstedt. 1993. Libris 22549247. https://runeberg.org/nedrakn/
- Gubbsjuka. Stockholm: Leopard. 2002. Libris 8466447. ISBN 9173430099
- Ett andra anstånd. Stockholm: Norstedts. 2019. Libris nxzw9tk3lz2mpgv3. ISBN 9789113094489

## Myrdals politiska ställningstaganden
Myrdal var under hela sitt medvetna liv marxist-leninist och mycket politiskt engagerad. I unga år var han knuten till Demokratisk ungdom, men var därefter partilös. Han kom dock att stå mycket nära det lilla maoistiska vänsterpartiet Kommunistiska förbundet marxisterna-leninisterna (KFML), senare omdöpt till Sveriges kommunistiska parti (SKP), och var en viktig figur i partiets idéutveckling. Han undvek gärna att tala i termer av politisk tillhörighet, men "om man nödvändigtvis vill sätta en politisk etikett på mig så är jag ju maoist".
Myrdals politiska ställningstaganden gav upphov till konflikter alltsedan 1944 då statsminister Per Albin Hansson bad Gunnar Myrdal se till att Jan Myrdal höll tyst i offentligheten om regeringens politik under krigsåren.[källa behövs] Han var mycket internationellt engagerad och tog bland annat ställning mot USA:s atombomb mot Japan, Koreakriget, Vietnamkriget, Irakkriget och Afghanistankriget; mot Sovjetunionens ockupation av Tjeckoslovakien och krig mot Afghanistan. 
Myrdal uttryckte sitt stöd för kommunistiska grupper och regeringar som Mao Tse-tungs regering i Kina, som Enver Hoxhas i Albanien, Pol Pots i Kampuchea och Naxaliternas i Indien, men även för exempelvis religiösa palestinska och libanesiska organisationer som han betraktade som legitima motståndsrörelser.

### Lag utan ordning
Myrdals kritik av svensk inrikespolitik, av den politiska polisen och den enligt hans mening självupplösande borgerliga demokratin (se Lag utan ordning, 1975) var mycket hård. Ett av hans angrepp på Högsta domstolens politiska agerande ledde till ett tryckfrihetsåtal, där hans text frikändes.[källa behövs] Han beskrev staten Sverige som en skenbarhet; en plebiscitär byråkrati av Napoleon III:s modell.

### Yttrandefrihet
Myrdal var en stark anhängare av yttrande- och tryckfrihet och anklagade ofta regeringen för att på olika sätt försöka inskränka eller urvattna dessa friheter. Han menade att yttrande- och tryckfrihet också måste omfatta rasister, religiösa fundamentalister och andra meningsmotståndare, och framhöll att vänstern bara kunde trygga sina egna möjligheter att uttrycka sig genom att insistera på bevarandet av sådana borgerliga fri- och rättigheter.

### Sovjetunionen
Som ung var Myrdal aktiv inom den Moskvavänliga svenska kommunismen och stalinistiska SKP:s ungdomsförbund, DU. Under femtiotalet fjärmade han sig emellertid från den sovjetiska kommunismen, bland annat under intryck från sina resor i Centralasien men också i samband med avstaliniseringen i Sovjetunionen. Myrdals intresse vändes istället mot Mao Tse-tungs styre i Kina, den antikoloniala kampen och vänsterrörelser i tredje världen.
Myrdals kritik mot Sovjetunionen och dess lydstater i Östeuropa skärptes med tiden, och han kom att uppfatta sovjetisk (och amerikansk) imperialism som ett allvarligt hot mot världsfreden. Under 1980-talet manade han till stöd för den antisovjetiska motståndskampen i Afghanistan och varnade för sovjetisk upprustningspolitik och aggression i Europa. 

### Kina
Jan Myrdal var känd som en av den svenska maoismens förgrundsgestalter och ideologer. Han var en stark anhängare av Mao Tse-tungs regering och kulturrevolutionen, men kritisk till den utveckling mot en marknadsekonomi som Kina tog under Maos efterträdare Deng Xiaoping.
I linje med denna uppfattning var Myrdal ursprungligen starkt kritisk till den kinesiska regeringens våldsamma ingripande mot demonstranterna på Himmelska fridens torg i Peking 1989. Under 1990-talet reviderade han denna åsikt. Hans uppfattning var sedan dess att han ursprungligen analyserat situationen fel, och att ingripandet var nödvändigt för att bevara Kinas och Östasiens politiska stabilitet. Samtidigt stod han fast vid att de studenter som krävde demokratiska reformer hade rätt i sak, och att Kinas regering borde ha löst frågan fredligt genom reformer långt tidigare. 
För denna senare uppfattning mötte Myrdal mycket hård kritik. Myrdal själv menade att de som kritiserade honom var ovilliga eller oförmögna att diskutera i sak, och ägnade sig åt emotionell retorik.

### Vietnam
Myrdal var en mycket framträdande figur i det svenska motståndet mot USA:s krig i Vietnam. Han talade på många demonstrationer och skrev för FNL-gerillans sak. Genom Vietnamaktivismen växte Myrdals inflytande i den svenska vänstern och KFML/SKP, det parti han stod nära, hade stort inflytande över Vietnamrörelsens huvudorganisation, De förenade FNL-grupperna (DFFG). Efter USA:s uttåg ur Vietnam och den vietnamesiska regeringens invasion av Kambodja år 1978, tog Myrdal emellertid ställning för den kambodjanska/kampucheanska sidan.

### Kampuchea och Pol Pot

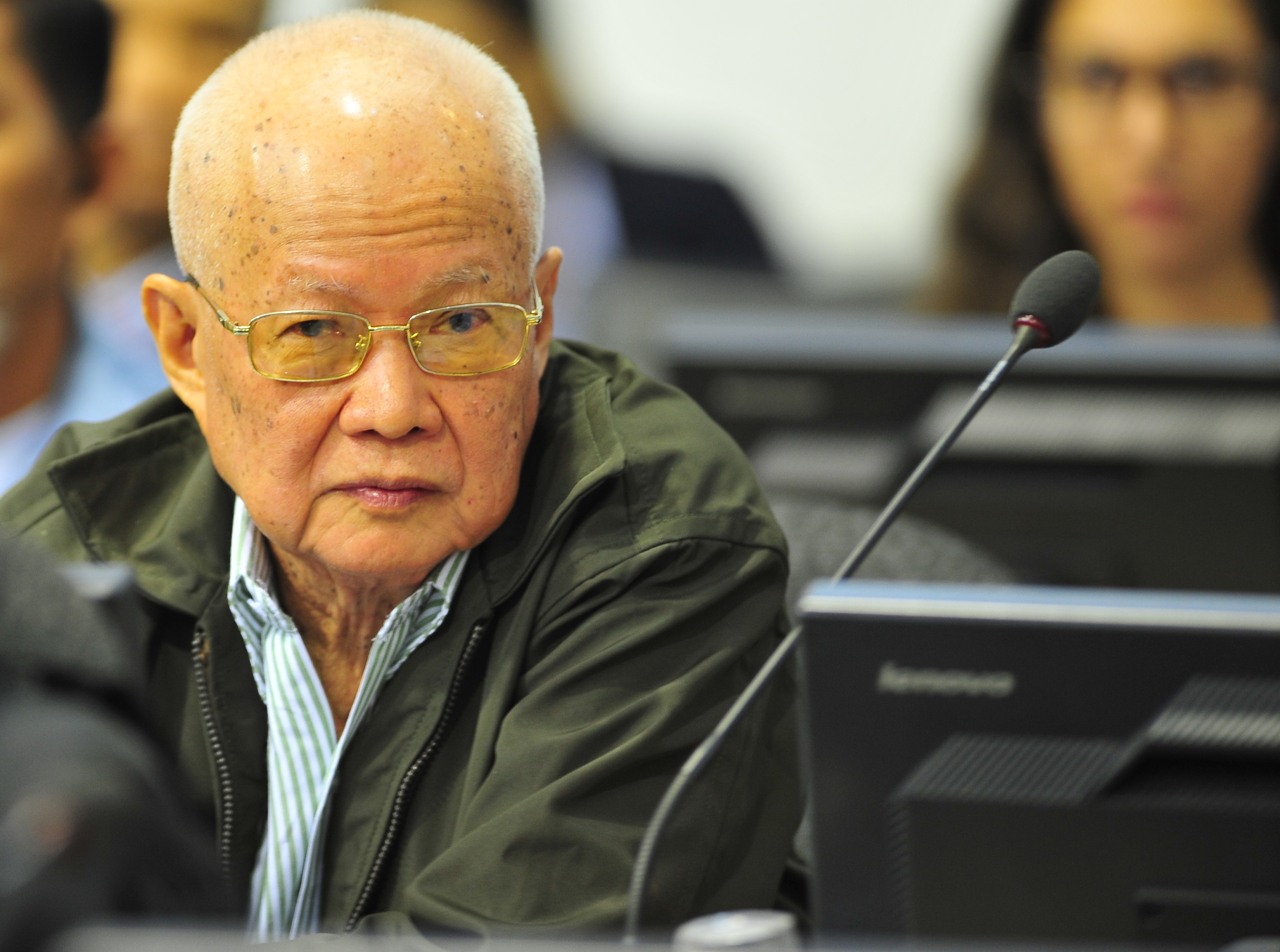
Khieu Samphan 2011.

Myrdal reste till Kambodja första gången 1967, och återvände åtskilliga gånger både innan, under och efter Pol Pots regeringstid (1975–1978) bland annat på uppdrag av SVT, Svenska Dagbladet och Expressen. Han skrev flera böcker om sina resor i landet och gjorde två filmer: Kampuchea 1978 och Kampuchea inför kriget. Han träffade då och lärde känna framstående medlemmar av röda khmererna såsom Khieu Samphan och Ieng Sary. 
Myrdal tog ställning för röda khmererna, som han uppfattade som en antiimperialistisk bonderörelse. Han var skarpt kritisk mot såväl USA:s bombningar av Kambodja som mot Vietnams invasion av Kambodja julen 1978. Han menade att bonderevolutioner visserligen till sin natur är grymma, men att rapporterna om massakrer och folkmord i dåvarande Demokratiska Kampuchea var överdrivna och att USA:s bombningar tvärtom ignorerades. År 1992 reste Myrdal i områden som fortfarande kontrollerades av Demokratiska Kampuchea nära Thailands gräns och var involverad i den fredsprocess som hölls i landet och ledde till det vietnamesiska trupptillbakadragandet. Myrdal avfärdade de rättegångar som senare hölls mot Pol Pots medarbetare som en ”kängurudomstol”. Han erbjöd sig att vittna till förmån för Ieng Sary, Ieng Thirith och Khieu Samphan. Ieng Sary skall ha avböjt med hänvisning till omsorg om Myrdals hälsa och kampucheavännen Malcolm Caldwells öde.[källa behövs]
Myrdal kritiserades redan under sjuttiotalet för sitt stöd till Pol Pots styre, även av personer inom vänstern. Frågan lyftes återigen år 2000 efter en radiodokumentär av Bosse Lindquist, och senare i samband med Peter Fröberg Idlings bok Pol Pots leende. Till skillnad från de allra flesta andra av röda khmerernas anhängare gjorde han dock inte någon avbön, utan menade fortsatt att han i sak haft rätt. Kontroverserna kring Myrdals stöd för Pol Pot kom att starkt prägla bilden av honom i offentligheten.

### Afghanistan
Myrdal och hans hustru Gun Kessle reste långa perioder i Afghanistan under 1950-talet, vilket bland annat resulterade i boken Resa till Afghanistan. Efter Sovjetunionens invasion av Afghanistan 1979 tog Myrdal avstånd från den sovjetiska ockupationen och uppmanade till stöd för den antisovjetiska gerillan. Flera nya upplagor av Resa till Afghanistan gavs ut, där Myrdal i förord starkt fördömde Sovjetunionen. När USA invaderade Afghanistan år 2001 vände sig Myrdal även mot den amerikanska ockupationen samt mot Sveriges inblandning i Afghanistankriget.

### Indien och naxaliterna
Myrdal tillbringade mycket tid i Indien både som ung och på äldre dagar. Han stödde den maoistiskt influerade naxalitgerillan, och besökte gerillans områden i djungeln. År 2012 beslutade regeringen i Indien att Myrdal inte längre fick resa in i landet. I oktober 2020, strax före Myrdals död, åtalades en indisk aktivist bland annat för att ha hjälpt Myrdal under dennes resa i landet.

### Iran och Salman Rushdie

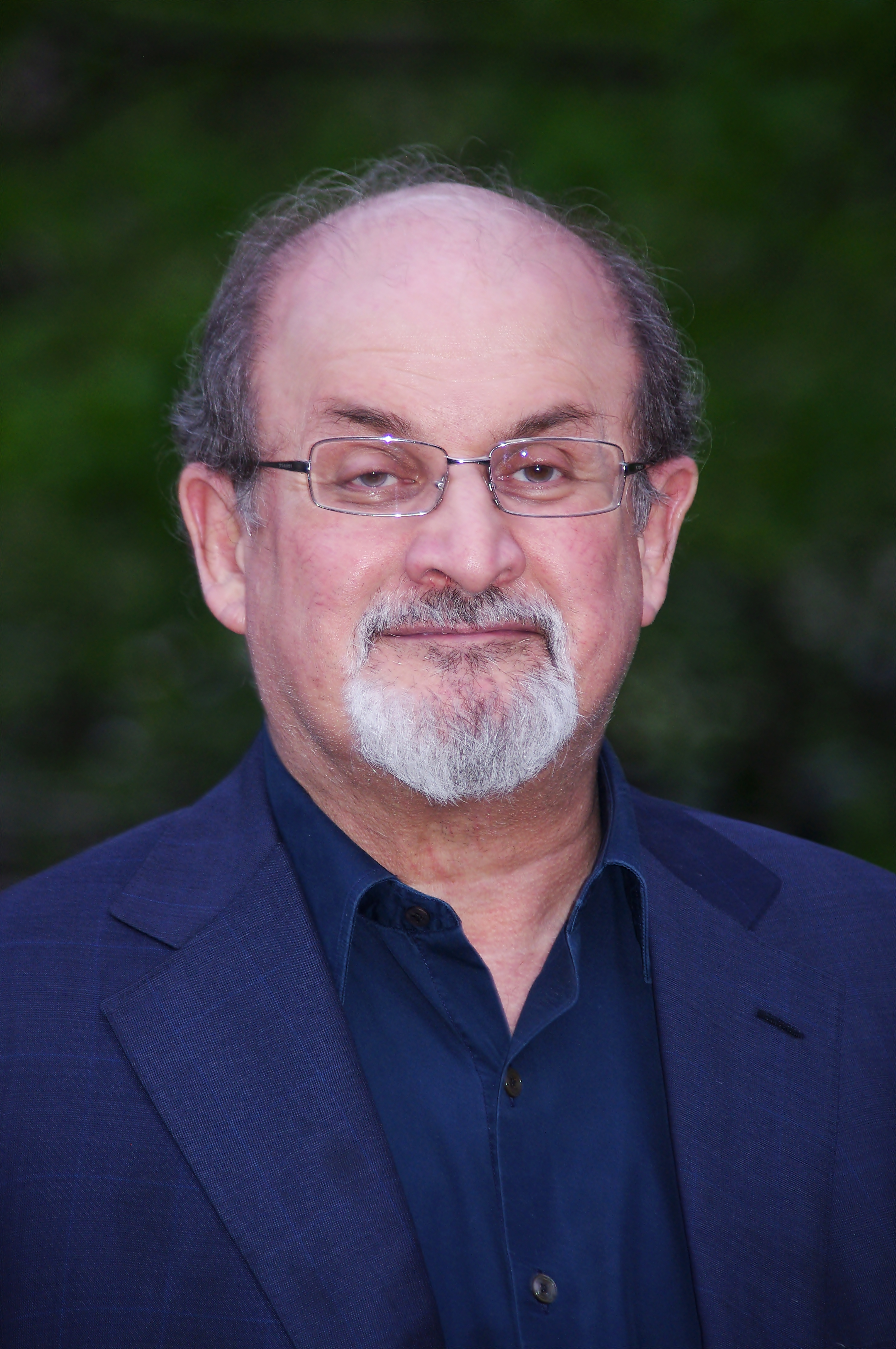
Salman Rushdie 2011.

I februari 1989 dömde Irans dåvarande högste ledare ayatolla Ruhollah Khomeini den brittiske författaren Salman Rushdie till döden för att denne i sin bok Satansverserna, enligt Khomeini, hade gjort sig skyldig till hädelse gentemot islam. Detta väckte stora internationella protester, men Myrdal, som beskrev Khomeinis fatwa som ”formellt korrekt”, ansåg att frågan exploaterades för att underminera Iran. Efter ett besök i Iran i februari 1990 riktade han hård kritik mot ett internationellt författarupprop till stöd för Rushdie, vilket han kallade ”kränkande eurocentriskt” och en del av ett ”korståg mot Islam”.
I ett annat inlägg i publicerat i Dagens Nyheter den 8 december 1992 skrev Myrdal: ”Jag har respekt för den islamiska revolutionen i Iran. Det beror både på att jag varit en del i Iran under shahens decennier och på att den islamiska revolutionen i vår tid, när de av Kreml undergrävda kommunistiska masspartierna gått i upplösning, för folken i stora delar av världen faktiskt representerar den enda politiskt organiserade förhoppningen om ett människovärdigt liv”.

### Strider i Pen-klubben
Kontroversen kring Himmelska fridens torg ledde, tillsammans med Myrdals försvar för förintelserevisionisten Robert Faurissons yttrandefrihet, till att Myrdal lämnade Svenska PEN-klubben. Flera ledande medlemmar av Svenska PEN, däribland Per Wästberg, Thomas von Vegesack och Agneta Pleijel, hade krävt att Gun Kessle och Jan Myrdal skulle uteslutas ur föreningen men misslyckades med att uppnå majoritet för sitt förslag. Detta var tredje gången en uteslutningsprocess mot Myrdal var en fråga för vissa PEN-medlemmar. Efter avslaget av denna deras önskan valde Jan Myrdal att sluta betala avgiften till Pen, vilket innebar att han straffade ut sig ur föreningen.[källa behövs]

### Samkönade äktenskap
Jan Myrdal mötte på 2000-talet kritik från vänster efter att han undertecknat uppropet Bevara äktenskapet, en kampanj mot samkönade äktenskap initierad av representanter från bland annat katolska kyrkan, pingstkyrkan och Svenska Evangeliska Alliansen. Myrdal menade att införandet av samkönade äktenskap skulle bli ”kränkande mot förnuft och känsla” och hävdade att det fanns ett motstånd inom arbetarrörelsen mot öppna homosexuella relationer. Myrdal anklagades för homofobi, vilket han förnekade. I Folket i Bild/Kulturfront 3/2012 menade han att det han hade vänt sig emot var att staten skulle blanda sig i de religiösa samfundens verksamhet: ”Att kalla detta för motstånd mot homoäktenskap är vettlöst.”

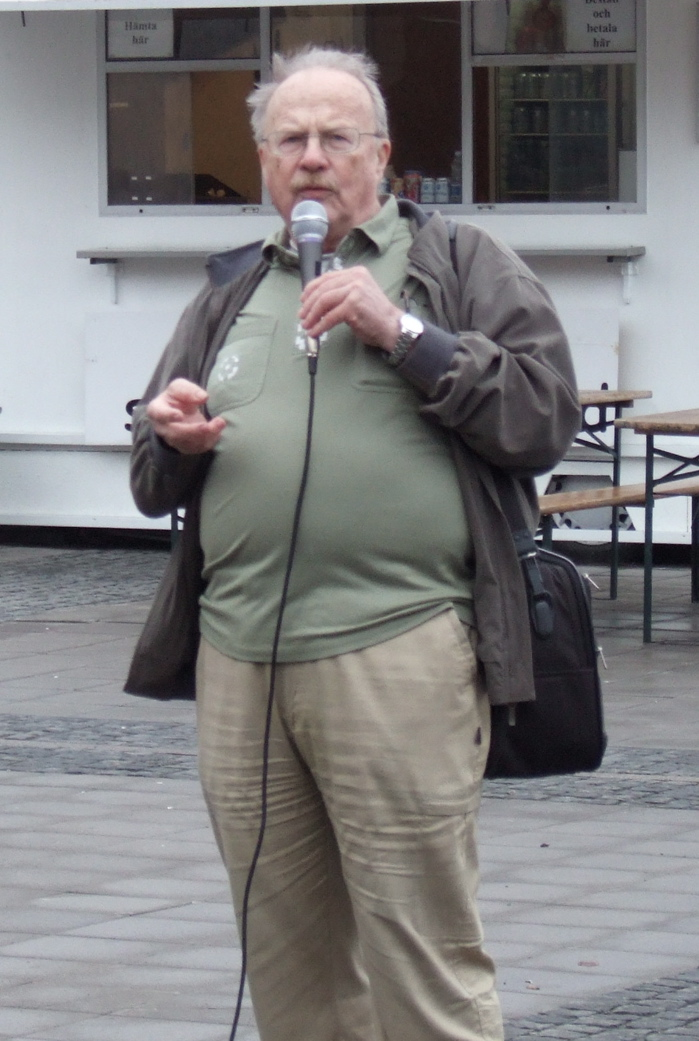
Jan Myrdal talar mot ett svenskt engagemang i kriget i Afghanistan under ett torgmöte på Södermalmstorg i Stockholm 2007.

## Myrdal som filmskapare
Myrdal hade en ganska stor filmproduktion bakom sig. Produktionen bestod mestadels av dokumentärer för svensk television tillsammans med vännen Rune Hassner, bland annat tjugo avsnitt av ”Bilden som vapen” om masspridd propagandabild, en serie om Balzac och en om utvecklingen i Kina. Med Hassner gjorde han 1966 satirfilmen Myglaren, som väckte irritation långt upp i maktens led och dessutom myntade det redan existerande, dialektala ordet "mygla" som ett nytt politiskt begrepp. I februari 1968 premiärvisades Myrdals och Hassners samhällskritiska TV‑film Hjälparen, som granskar u‑hjälpens politiska roll. Under sina vistelser i Centralasien gjorde han flera filmproduktioner tillsammans med Kessle som kom att användas i amerikansk skolundervisning.

## Myrdal och Creative Commons
Jan Myrdal kritiserade under senare år den nutida tillämpningen av upphovsrättslagstiftningen i Sverige och västvärlden, i samband med detta uttryckte han även sin önskan att hans publicerade verk ska spridas fritt, även för kommersiellt bruk. 
Projekt Runeberg har tolkat detta som en fri licens enligt Creative Commons Erkännande, Dela lika (CC-BY-SA), och påbörjade hösten 2010 arbetet med att digitalisera hans utgivning. Den första text av Jan Myrdal som publicerades i Projekt Runeberg var i oktober 2010 författarbiografin Johan August Strindberg. De har också publicerat flera av hans skönlitterära verk och den stridsskrift han författade tillsammans med Lars Gustafsson mot den sovjetiska invasionen av Tjeckoslovakien.

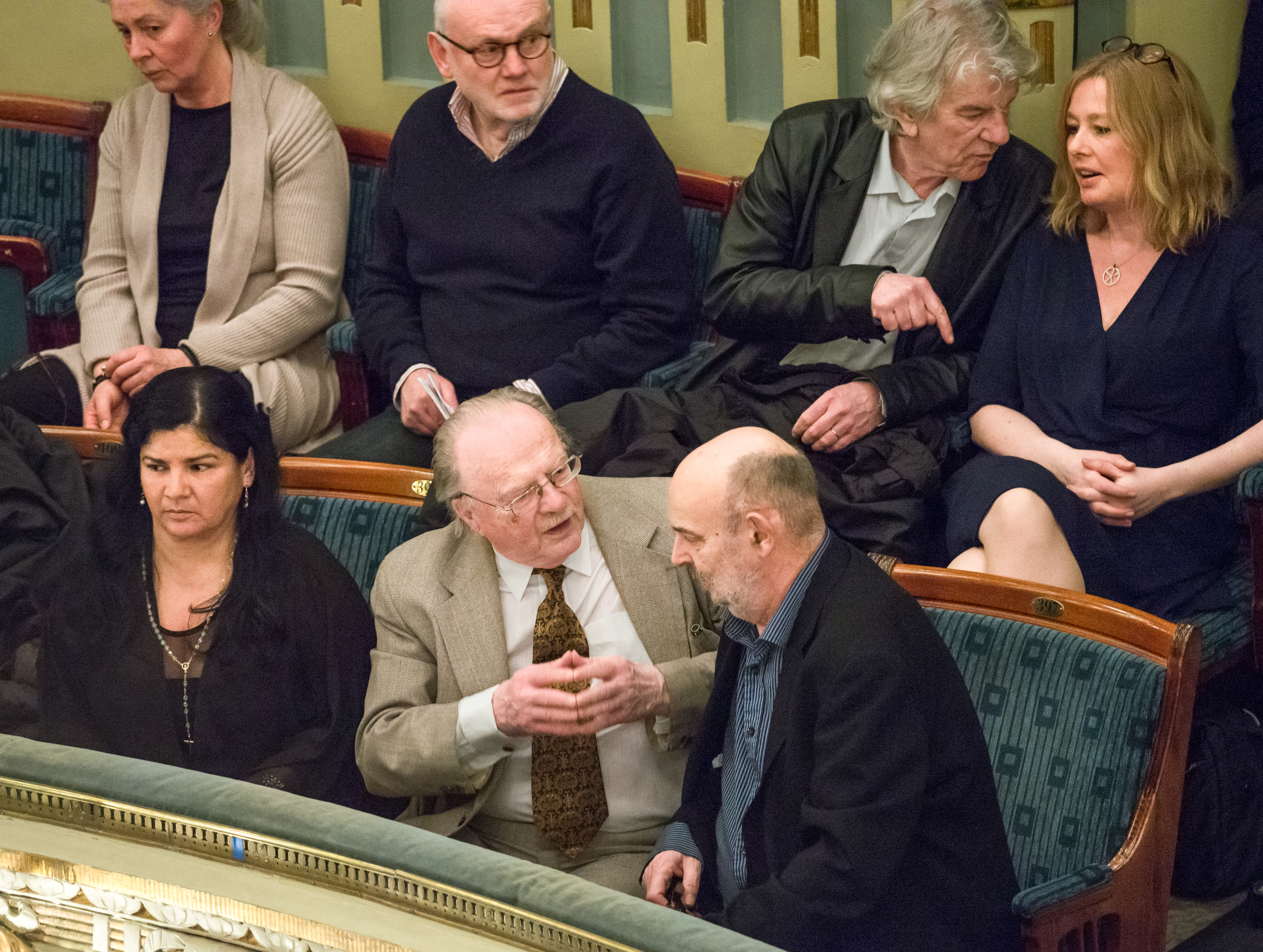
Jan Myrdal på Dramaten i Stockholm under minneskvällen för Henning Mankell i mars 2016. Bland övriga gäster syns Åsa Linderborg och Andrea Gaytán Vega.

## Jan Myrdal-biblioteket
I samarbete med författarkollegan Henning Mankell och entreprenören Lasse Diding invigdes i november 2015 ett Jan Myrdal-bibliotek med över 50 000 böcker – norra Europas största privatbibliotek – i Varberg av Jan Myrdal-sällskapet. Böckerna i samlingen berör de stora samhällsfrågorna under det senaste seklet, men det finns också verk inom konst och dramatik. 
Myrdal sade: ”Jag har velat få folk att läsa, fått dem att förstå och att se tillbaka i historien.” Biblioteket huserar på Snidaregatan i centrala Varberg, och det är Sveriges största privatbibliotek som är öppet för allmänheten.

## Filmografi (urval)
Spelfilm
- Myglaren 1966
- Hjälparen 1968
- B. Olsen löper livet ut 1973 (regi av Pelle Berglund, baserad på Jan Myrdals för TV‑filmsinspelning avsedda bok med samma namn)

Dokumentärer
- Afghanistan 1966
- If you were a boy born in Afghanistan 1966
- Central Asia 1966
- Realismens triumfer – Honoré de Balzac 1975
- Bilden som vapen filmserie, 1978
- Kampuchea inför kriget 1978
- Kina 1978
- Kampuchea, augusti 1978 – ett Resereportage av Jan Myrdal 1979

## Diskografi
- Jan Myrdal talar på Publicistklubben 1971, LP, Oktober (OTLP 701)

## Myrdal i media och kultur
- Björn Afzelius nämner Jan Myrdal i låten ”Räven” på skivan Nio liv.
- Doktor Kosmos har gjort, på skivan Ett enkelt svar, en låt som heter ”Jan Myrdals syn på döden”.
- Jan Myrdal nämns som ”vår siste karolin” i Dan Berglunds låt ”Den stora maskeraden” på skivan med samma namn.
- Cornelis Vreeswijk tillägnade Jan Myrdal en av sina låtar på skivan I stället för vykort.[43]
- På kassetten Rädda varven! chikaneras Myrdal å det grövsta av Harald ”Bagarn” Andersson.
- Dokumentärfilmen I väntan på Jan Myrdals död (2021) skildrar Myrdals sista år och samarbetet med Lasse Diding.
- Dokumentärfilmen Myrdal 92 (2019) skildrar Myrdals sista arbetsår som skriftställare och de frågor han intresserade sig för.

## Priser och utmärkelser (urval)
- Litterär hedersdoktor vid Upsala College University i New Jersey
- Filosofie hedersdoktor vid Nankai University i Tianjin

- 1966 – Pris vid Chicago International Film Festival (tillsammans med Gun Kessle)
- 1976 – Vilhelm Moberg-stipendiet
- 1985 - Litteraturfrämjandets stora romanpris
- 1988 - Rydöpriset, till minne av Olof Palme
- 1989? - Sörmlands läns kulturstipendium
- 1990 – Chevalier de l'Ordre des Arts et des Lettres (Mest för arbetet för fransk litteratur, konst och kultur i Sverige.)
- 2002 – Ivar Lo-Johanssons personliga pris
- Esseltes pris för tillkomsten av god litteratur, vilken även delades ut till landets alla gymnasieelever.